# Hedwigenkoog
Hedwigenkoog est une commune de l'arrondissement de Dithmarse, dans le Land du Schleswig-Holstein.

## Géographie
Le polder est construit sur la mer du Nord en 1696. À l'origine, il était censé protéger l'ancienne liaison terrestre entre Wesselburen et Büsum.
La commune regroupe les quartiers de Hedwigenkoog, Hirtenstall, Majorshof. Les bancs de sable de Blauort et de Tertius sont rattachés à Hedwigenkoog.

## Histoire
Grâce à l'octroi de Frédéric IV de Holstein-Gottorp, on peut construire le polder. Après son achèvement, on le baptise du nom de son épouse, Edwige-Sophie de Suède.

## Économie
L'activité économique de la commune consiste principalement dans l'agriculture et l'énergie éolienne, tout en développant le tourisme.
En 1993, dix éoliennes sont érigées. Avec une capacité de 2,25 MW, il est à l'époque le plus grand parc éolien en Allemagne. Quatre autres sont construites l'année suivante. Elles sont toutes remplacées en 2010.

## Source, notes et références
- (de) Cet article est partiellement ou en totalité issu de l’article de Wikipédia en allemand intitulé « Hedwigenkoog » (voir la liste des auteurs).